# Falmenta

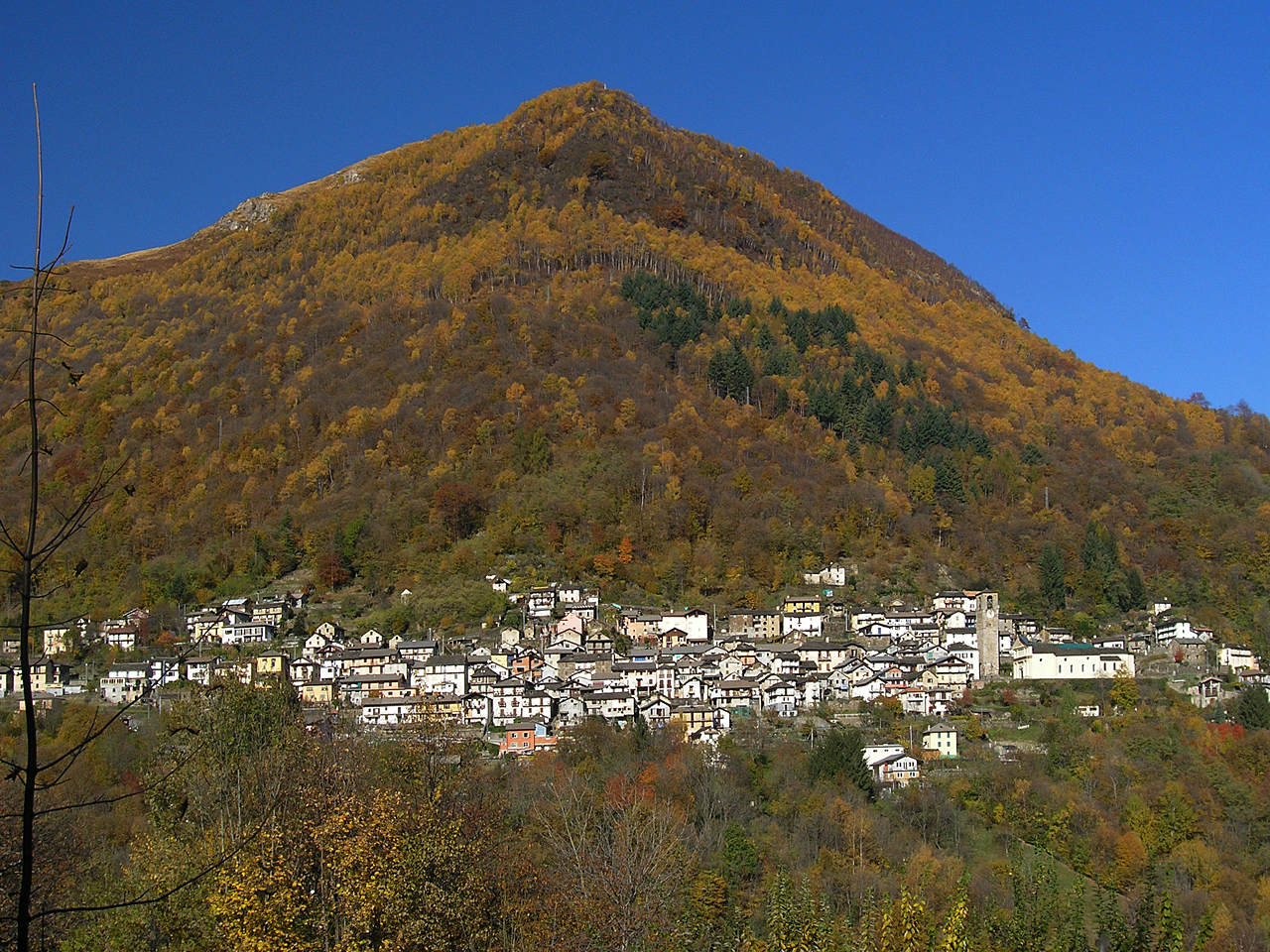
Falmenta (Hauptort von Crealla aus gesehen)

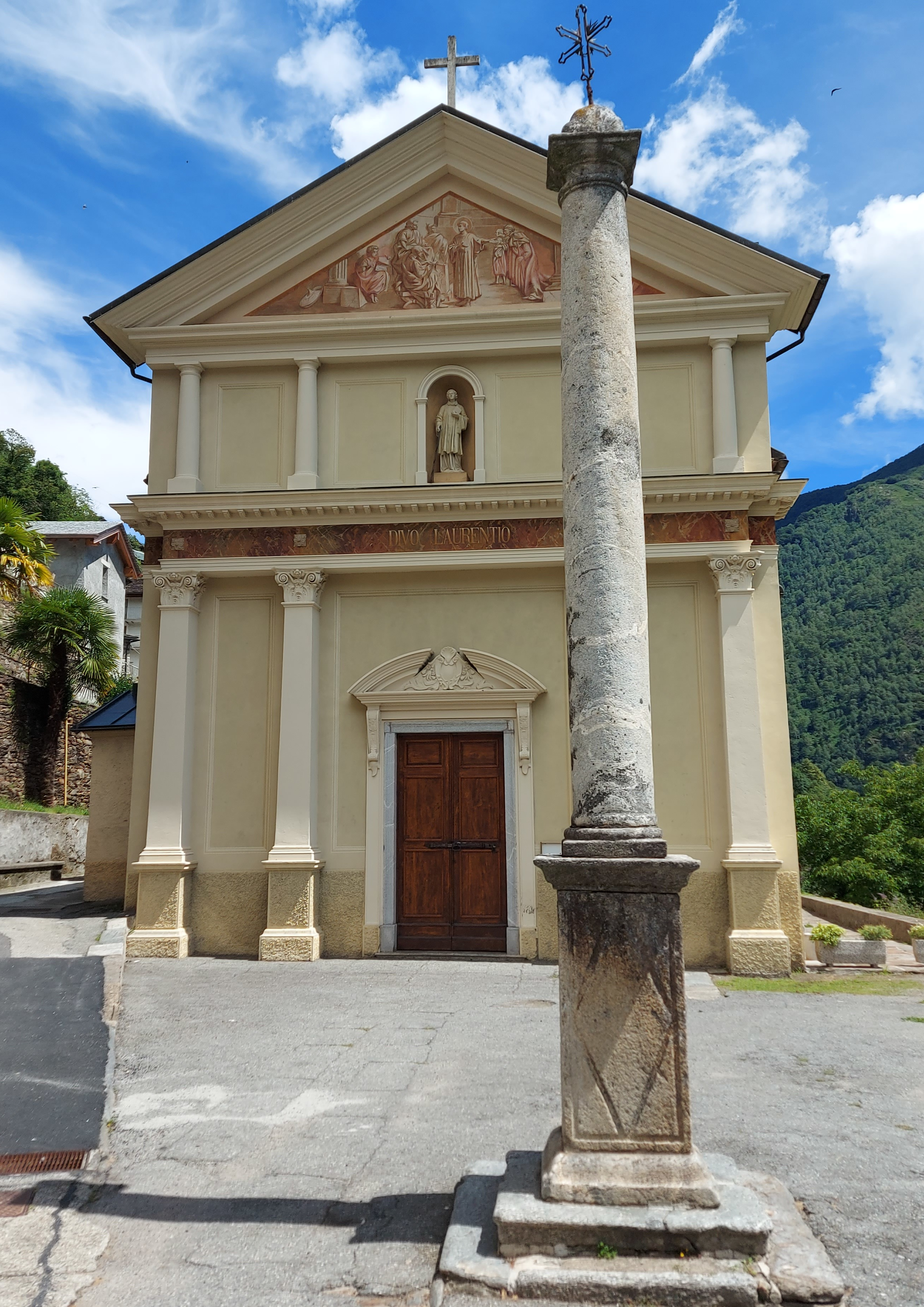
Barockkirche San Lorenzo

Falmenta ist eine Fraktion (Ortsteil, ital. frazione) der Gemeinde Valle Cannobina in der italienischen Provinz Verbano-Cusio-Ossola (VB) in der Region Piemont. Zum 1. Januar 2019 wurde Falmenta Teil der neuen Gemeinde Valle Cannobina.

## Geographie
Falmenta liegt 33 km nördlich von Verbano im Valle Cannobina am Oberlauf des Flusses Cannobino. Das frühere Gemeindegebiet umfasste eine Fläche von 16 km². Zu Falmenta gehört auch die Fraktion Crealla auf der gegenüberliegenden Seite des Tals. 
Ein Großteil der Häuser ist nicht per Auto erreichbar, da die alten Straßen zu schmal sind oder der Zugang nur über Treppen möglich ist. 

## Bevölkerung
| Jahr      | 1861 | 1871 | 1881 | 1901 | 1921 | 1931 | 1951 | 1971 | 1991 | 2001 | 2011 | 2017 | 2018 |
| Einwohner | 494  | 587  | 1719 | 1561 | 1452 | 1173 | 857  | 541  | 319  | 231  | 157  | 128  | 133  |

## Sehenswürdigkeiten
- Pfarrkirche San Lorenzo (17. Jahrhundert).
- Pfarrkirche San Pietro in der Fraktion Crealla.

## Tourismus
Interessantes Ausflugsziel ist die Fornà-Hütte im Nationalpark Val Grande, auf 1649 m ü. M. mit 15 Betten.
Es besteht mehrmals am Tag eine Busverbindung von und nach Cannobio am Lago Maggiore.